# La canzone del mare
La canzone del mare (Song of the Sea) è un film d'animazione del 2014 diretto da Tomm Moore.
La pellicola è il secondo capitolo di una trilogia ispirata alla mitologia irlandese, preceduto da The Secret of Kells (2009) e seguito da Wolfwalkers - Il popolo dei lupi (2020). È stata presentata in anteprima il 6 settembre 2014 al Toronto International Film Festival.

## Trama
Ben è un ragazzino di nove anni che vive su un'isola al largo delle coste irlandesi insieme a suo padre Conor, guardiano del faro, alla sorellina Saoirse, che è muta dalla nascita, e al cane Cú; Bronagh, la madre di Ben e Saoirse, è misteriosamente scomparsa sei anni prima, il 30 ottobre, poco dopo aver dato alla luce la figlia. Ben è ostile nei confronti della sorellina, che incolpa per la scomparsa della madre.
Il giorno del sesto compleanno di Saoirse, ricevono la visita della nonna paterna, la quale considera il faro un luogo inadatto per crescere i bambini. Quella notte, Ben spaventa Saoirse raccontandole una storia sul gigante Mac Lir e sua madre Macha, una strega-civetta: fece rubare ai suoi gufi le emozioni del figlio, cosa che lo trasformò in un'isola di pietra. Più tardi, Saoirse suona un corno di conchiglia che la madre aveva donato a Ben, attirando delle piccole luci sferiche che la conducono a un baule dove trova un mantello bianco; dopo averlo indossato, Saoirse raggiunge la spiaggia dove trova un gruppo di foche in attesa, poi entra in acqua e si trasforma lei stessa in una foca, rivelandosi una selkie. Dopo aver nuotato, viene trovata dalla nonna, che insiste per portare i bambini in città, a Dublino; Conor accetta con riluttanza nonostante le proteste di Ben, poi rinchiude il mantello nel baule e lo getta in mare.
Ad Halloween, Saoirse suona nuovamente la conchiglia, attirando l'attenzione di tre creature magiche, i folletti Lug, Mossy e Spud. Mentre Saoirse e Ben tentano di tornare a casa, incontrano i folletti, i quali sperano che Saoirse possa permettere loro di tornare a casa, a Tír na nÓg; tuttavia, vengono attaccati da quattro gufi di Macha, che rubano le emozioni dei folletti trasformandoli in statue di pietra. Ben e Saoirse prendono un autobus e scendono in campagna, dove incontrano il cane Cú, che li aveva seguiti. Saoirse inizia ad ammalarsi. Quando i tre s'imbattono in un pozzo sacro in cui Saoirse si tuffa, Ben e Cú la seguono subito dopo.
Ben incontra il Grande Seanachaí, un antico narratore dalla lunghissima chioma di cui ciascun capello racchiude una storia. Per dimostrarglielo, mostra a Ben il motivo che portò alla pietrificazione del gigante Mac Lir: quando il suo cuore fu spezzato in mille pezzi da una grande tragedia, pianse talmente tante lacrime da rischiare di provocare degli annegamenti; a quel punto, per non veder soffrire il figlio, Macha inviò i propri gufi per portare via la sua tristezza, e così Mac Lir divenne un'isola di pietra. Esaminando un altro capello, scoprono che Saoirse è stata rapita da Macha, e che se Ben non la salverà in tempo verrà privata anche lei delle sue emozioni; inoltre, essendo una selkie, Saoirse non può parlare senza mantello, e senza il suo canto non supererà la notte. Il suo destino toccherà anche alle altre creature fatate. Il Grande Seanachaí offre a Ben un capello per guidarlo attraverso il tunnel e gli dà un avvertimento: Macha ha perso ogni speranza, e cercherà di farla perdere anche a lui.
Durante il tragitto, il capello mostra a Ben che Bronagh, anche lei una selkie, è stata costretta a tornare nell'oceano la notte della nascita di Saoirse, lasciandosi alle spalle la sua famiglia. Una volta scoperta la verità, le pareti di capelli si aprono, mostrando a Ben una via d'uscita verso la casa di Macha, una palafitta in mezzo a un lago; diversi folletti trasformati in pietra si animano e avvertono Ben di fare attenzioni ai vasi, di stare attento ed essere coraggioso, augurandogli buona fortuna. Finalmente Ben incontra Macha: la strega-civetta spiega al ragazzino che quando suo figlio perse una persona a lui cara, per non vederlo in preda al dolore decise di privarlo delle emozioni, anche a costo di trasformarlo in un'isola che si trova vicino a casa loro. Macha è determinata a fare lo stesso con chiunque, anche se stessa, credendo che così risparmierà a tutti il dolore. Ben e Cú raggiungono Saoirse, imprigionata nella soffitta: suonando il corno, Saoirse spezza i vasi che contengono le emozioni di Macha, che quindi tornano in lei. Macha riconosce i propri errori e chiede perdono, non riuscendo a sopportare di vedere la sofferenza del figlio. Come ringraziamento, e dato che Saoirse è malata e ha un urgente bisogno del mantello, Macha fa sì che alcuni spiriti-cani guidino Cú, che porta in groppa Ben e Saoirse, verso il faro il più presto possibile. Contemporaneamente, la nonna torna all'isola per trovarli.
Conor vuole portare la figlia in ospedale, ma Ben protesta dicendo che invece hanno bisogno del suo mantello. Dopo che il padre gli rivela di averlo gettato in mare dentro un baule, Ben si tuffa e lo recupera grazie all'aiuto sia del padre che delle foche. Saoirse indossa il mantello e parla, per lo stupore di Ben e Conor. Gli spiriti-cani spingono la loro barca fino all'isola di Mac Lir, mentre Ben, Conor e Cú vengono guidati da alcune foche. Ben quindi cerca di convincere Saoirse a cantare: alla fine lei canta la canzone del mare e torna pienamente in salute, creando una serie di magiche luci dorate simili ad aurore boreali che liberano tutte le creature fatate e le fanno viaggiare verso Mac Lir, che intanto torna alla sua forma originale e rincontra sua madre.
Riappare Bronagh con l'intenzione di portare Saoirse a Tír na nÓg con lei, ma Ben la supplica di lasciare che la sorellina rimanga con loro, perché è tutto ciò che hanno. Dato che è per metà umana, la scelta spetta a Saoirse, che sceglie di rimanere con suo padre e suo fratello, anche se ciò significa rinunciare ai suoi poteri selkie e diventare completamente umana. Bronagh accetta la decisione di sua figlia e ne prende il mantello per districare i loro mondi. Conor esprime il suo profondo amore verso Bronagh, e i due si scambiano un bacio. Ben chiede alla madre di restare anche lei, ma Bronagh non può, gli dice di ricordarla nelle sue storie e canzoni, e gli ricorda che lei lo amerà per sempre, prima di baciarlo sulla fronte. Dopo un addio in lacrime, Ben e la sua famiglia tornano felicemente a casa sulla loro isola, dove finalmente si stabilisce anche la nonna.

## Colonna sonora
La colonna sonora è stata affidata al francese Bruno Coulais e al gruppo folk irlandese Kíla (già autori di quella di The Secret of Kells, e in futuro di Wolfwalkers - Il popolo dei lupi). 
1. Song of the Sea – 2:42
2. The Mother's Portrait – 2:26
3. The Sea Scene – 2:42
4. The Song – 5:16
5. The Key in the Sea – 0:59
6. The Derry Dune – 1:58
7. In the Streets – 1:05
8. Dance with the Fish – 2:05
9. The Seals – 0:45
10. Something Is Wrong – 2:04
11. Run – 2:31
12. Head Credits – 1:44
13. Get Away – 1:18
14. Help – 2:33
15. Sadness – 1:06
16. Molly – 1:05
17. I Hate You – 1:33
18. Who Are You – 1:19
19. The Storm – 1:55
20. Katy's Tune – 3:30
21. In the Bus – 3:30
22. The Thread – 2:24
23. Amhrán Na Farraige – 2:45
24. Song of the Sea (Lullaby) – 3:46
25. La chanson de la mer (Berceuse) – 3:47

## Distribuzione
Presentato in anteprima al Toronto International Film Festival il 6 settembre 2014 all'interno del programma TIFF Kids, il film è stato distribuito nelle sale cinematografiche di Francia, Belgio e Lussemburgo 10 dicembre, in una versione limitata in Nord America 19 dicembre, in Irlanda il 10 luglio 2015. In Italia è stato distribuito il 23 giugno 2016 da Bolero Film.

## Accoglienza
La canzone del mare ha ricevuto un'ottima accoglienza da parte della critica. Sull'aggregatore Rotten Tomatoes ha un indice di approvazione del 99% basato su 97 recensioni, con un voto medio di 8,4 su 10; il consenso dei critici afferma: «La canzone del mare vanta una profondità narrativa commisurata alla sua bellezza visiva, che si aggiunge a una saga animata traboccante di ricchezze per famiglie». Su Metacritic il punteggio ottenuto è di 85 su 100 basato su 24 recensioni, equivalente a un'“acclamazione universale”.
Carlos Aguilar di Toronto Review ha affermato: «Guardando La canzone del mare è facile affermare che questo è uno dei film d'animazione più incredibilmente belli mai realizzati. È una gemma che risplende di una magia impressionante e commovente». Sara Stewart del New York Post ha dichiarato: «Se vuoi un po' di vera magia cinematografica durante le festività natalizie, non perdere questo incantevole film irlandese su una coppia di fratelli e un pezzo di folklore celtico che si rivela reale». In un'intervista di Jeffrey Overstreet per Patheos, l'animatore Ken Priebe ha dichiarato: «Tomm Moore ha stabilito uno stile visivo diverso da qualsiasi altro animatore a cui riesco a pensare. C'è qualcosa di Miyazaki in quanta espressione, emozione e umanità si riesce a ravvisare in personaggi disegnati in modo così semplice». Simon Abrams di RogerEbert.com ha assegnato al film due stelle e mezzo su quattro, lodando il bellissimo stile visivo e l'intento educativo della storia, ma criticando la narrazione degli avvenimenti.

Todd Brown, fondatore ed editore di Screen Anarchy, ha fornito una recensione molto positiva:

## Riconoscimenti
- 2014 - Festival International des Voix du Cinéma d'Animation
  - Premio speciale della giuria
- 2015 - Anima Mundi Animation Festival
  - Candidatura al miglior film d'animazione
- 2015 - Annie Award[13]
  - Candidatura al miglior film d'animazione
  - Candidatura al miglior character design in un film d'animazione a Tomm Moore, Marie Thorhauge, Sandra Anderson e Rosa Ballester Cabo
  - Candidatura alla miglior regia a Tomm Moore
  - Candidatura alla miglior colonna sonora a Bruno Coulais e Kíla
  - Candidatura alla miglior scenografia ad Adrien Merigeau
  - Candidatura alla miglior sceneggiatura a Will Collins
  - Candidatura al miglior montaggio a Darragh Byrne
- 2015 - European Film Awards[14]
  - Miglior film d'animazione

- 2015 - IFTA Film & Drama Awards[15]
  - Miglior film
  - Candidatura alla miglior sceneggiatura a Will Collins
- 2015 - Premio César[16]
  - Candidatura al miglior film d'animazione
- 2015 - Premio Oscar[17]
  - Candidatura al miglior film d'animazione
- 2015 - Satellite Award[18]
  - Miglior film d'animazione o a tecnica mista
- 2016 - Empire Awards[19]
  - Candidatura al miglior film d'animazione
- 2016 - Premio Magritte[20]
  - Candidatura al miglior film straniero in coproduzione